# Нух
Нух (араб. نوح‎‎), — перший з п'яти найбільших пророків в ісламі після Адама (расул, улу-л-азм). Джерелом коранічної оповіді про Нуха є біблійна історія про Ноя (івр. נֹחַ, Но́ах, дав.-гр. Νῶε), що дійшла до Мухаммеда через аравійські перекази[джерело не вказане 3553 дні]. Згідно з мусульманською традицією, нові покоління людей походять від трьох синів Нуха: Сам (бібл. Сим) став прародичем арабів, персів і європейців; Хам — темношкірих індійців та африканців, а Яфес (бібл. Яфет) — турків та інших азіатів.

## Історія Нуха вКорані

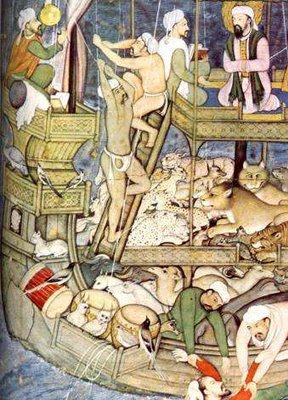
Ковчег Нуха, могольська мініатюра XVI ст.

Нух займався сільським господарством і тваринництвом.

Через багато років після пророцтва Ідріса, деякі люди почали малювати і виготовляти його зображення і поклонятися ним. В Корані йдеться про те, що Нух за наказом Аллаха став проповідувати єдинобожжя своєму народові. Йому не повірила навіть власна дружина. Нуха вважали божевільним, сварили, принижували, погрожували побити камінням (Коран, 54: 9). Небагато людей пішли за Нухом, серед невіруючих опинився навіть його син Йам (Кенан).
Тоді Нух закликав Аллаха про допомогу і просив покарати невіруючих. Аллах наказав Нухові будувати ковчег, після чого «закипіла піч»: з-під землі та з неба полилась вода, що заповнила весь світ. Невіруючі загинули, порятувалися лише Нух, його близькі і ті, хто повірив йому, а також пари всіх живих істот, що були взяті до ковчегу. Один із синів Нуха відмовився пливти з ним, він надіявся врятуватись від потопу на горі, але загинув. Ковчег носило височенними хвилями, пізніше, коли вода спала, він опустився на гору аль-Джуді. Врятований Нух безуспішно просив Аллаха воскресити свого сина, та Аллах відповів — невіруючий син перестав бути членом його сім'ї.

## Нух в мусульманській традиції
Коментатори Корану ввели у розповідь про Нуха імена його дружини і дітей. Нуха називають першим довгожителем, докладно описуються насмішки з приводу будівництва ковчега. Описують багатоярусний ковчег, його передню частину — вона була у вигляді голови півня — і задню — у вигляді його хвоста. Розповідають, що першою серед тварин до ковчега увійшла мураха, а останнім — осел, разом з яким туди проник Ібліс. В ковчегу було збережене тіло Адама. Аравійська гора аль-Джуді поступово була ідентифікована з горами Курдистану, справжнім біблійним Араратом.

## Нух у середньовічній ісламській літературі
Біблійна оповідь і юдейські передання були основним джерелом для розвитку легенди про Нуха у середньовічній ісламській літературі. Особливе місце посіли в ній мотиви, пов'язані з мекканською святинею. Вода, що затопила весь світ, обійшла мекканську «заповідну територію» (харам). Кааба, збудована Адамом, була піднята на небо, де Джабраїл і зберіг священний камінь.
Згідно з суфійськими тлумаченнями, потоп символізує бурю дочасного життя, врятуватись від якої можна на кораблі, виконуючи священні закони, послані Аллахом через пророків.